# Svetlana Paramyguina
Svetlana Paramyguina (en russe : Светлана Парамыгина, Svetlana Paramyguina ; en biélorusse : Сьвятлана Парамыгіна, Sviatlana Paramyguina), née le 5 avril 1965 à Sverdlovsk, en RSFS de Russie, est une biathlète biélorusse.

## Biographie
En 1990, elle remporte son premier titre mondial dans la course par équipes avec l'Union soviétique. Elle conserve ce titre en 1991 puis le regagne en 1994, cette fois avec la Biélorussie, qu'elle a choisi de représenter en raison de la concurrence chez les Russes. Entre-temps, elle obtient une médaille de bronze à l'individuel des Championnats du monde 1993. Cette année 1994, elle signe ses plus grands succès individuels, dominant le classement général de la Coupe du monde, grâce à ses quatre premières victoires et décrochant la médaille d'argent du sprint aux Jeux olympiques de Lillehammer, conduisant à son prix de sportive biélorusse de l'année. La saison suivante, elle remporte trois nouvelles victoires en Coupe du monde, dont elle finit deuxième au classement général. Elle devient aussi championne d'Europe de l'individuel.
En 1996-1997, elle signe sa dernière victoire dans la Coupe du monde à l'individuel de Novossibirsk, portant ce total à neuf succès.
Après sa carrière sportive achevée en 2001, elle devient journaliste dans un journal sportif et commente aussi le biathlon à la télévision.

## Palmarès

### Jeux olympiques d'hiver
| Épreuve / Édition   | Individuel | Sprint                             | Relais |
| ------------------- | ---------- | ---------------------------------- | ------ |
| JO 1992 Albertville | 21e        | —                                  | —      |
| JO 1994 Lillehammer | 4e         | Médaille d'argent, Jeux olympiques | 6e     |
| JO 1998 Nagano      | 12e        | 24e                                | 12e    |

Légende :
- — : pas de participation à l'épreuve.

### Championnats du monde
| Mondiaux \ Épreuve       | individuel                | Sprint         | Poursuite                        | Départ en masse                  | Relais         | Course par équipes               |
| 1990 Oslo                | —                         | —              | Épreuve inexistante à cette date | Épreuve inexistante à cette date | —              | Médaille d'or, monde             |
| 1991 Lahti               | –                         | —              | Épreuve inexistante à cette date | Épreuve inexistante à cette date | —              | Médaille d'or, monde             |
| 1993 Borovets            | Médaille de bronze, monde | —              | Épreuve inexistante à cette date | Épreuve inexistante à cette date | 5e             | Médaille d'argent, monde         |
| 1994 Canmore             | JO Lillehammer            | JO Lillehammer | Épreuve inexistante à cette date | Épreuve inexistante à cette date | JO Lillehammer | Médaille d'or, monde             |
| 1995 Antholz-Anterselva  | 4e                        | 12e            | Épreuve inexistante à cette date | Épreuve inexistante à cette date | 11e            | 11e                              |
| 1996 Ruhpolding          | 5e                        | 26e            | Épreuve inexistante à cette date | Épreuve inexistante à cette date | 6e             | —                                |
| 1997 Osrblie             | 16e                       | 14e            | 41e                              | Épreuve inexistante à cette date | 8e             | —                                |
| 1998 Pokljuka Hochfilzen | JO Nagano                 | JO Nagano      | 41e                              | Épreuve inexistante à cette date | JO Nagano      | 6e                               |
| 1999 Kontiolahti Oslo    | 8e                        | 20e            | 15e                              | 10e                              | —              | Épreuve inexistante à cette date |
| 2000 Oslo                | 21e                       | 9e             | 14e                              | 23e                              | —              | Épreuve inexistante à cette date |
| 2001 Pokljuka            | 16e                       | 51e            | 32e                              | 26e                              | 13e            | Épreuve inexistante à cette date |

### Coupe du monde
- Vainqueur du classement général en 1994.
- 21 podiums individuels : 9 victoires, 7 deuxièmes places et 5 troisièmes places.

#### Détail des victoires individuelles
| Saison / Épreuve | Individuel             | Sprint                    | Poursuite | Mass start | Total |
| 1993-1994        | Hinton                 | Ruhpolding Antholz Hinton |           |            | 4     |
| 1994-1995        | Ruhpolding Lillehammer | Lahti                     | 3         |            |       |
| 1995-1996        |                        | Östersund                 | 1         |            |       |
| 1996-1997        | Novossibirsk           |                           |           | 1          |       |
| Total            | 4                      | 5                         | 0         | 0          | 9     |

#### Classements annuels
| Année | Classement général final |
| 1990  | 9e                       |
| 1991  | 58e                      |
| 1992  | 23e                      |
| 1993  | 13e                      |
| 1994  | 1re                      |
| 1995  | 2e                       |
| 1996  | 10e                      |
| 1997  | 8e                       |
| 1998  | 17e                      |
| 1999  | 21e                      |
| 2000  | 27e                      |
| 2001  | 27e                      |

### Championnats d'Europe
- Médaille d'or de l'individuel en 1995.
- Médaille d'argent de la poursuite en 2000.
- Médaille de bronze du relais en 1996.

### Championnats du monde de biathlon d'été
- Médaille d'or du relais en 1998 et 2000.
- Médaille d'argent du relais en 1999.